# Epigynopteryx curvimargo
Epigynopteryx curvimargo är en fjärilsart som beskrevs av George Francis Hampson 1909. Epigynopteryx curvimargo ingår i släktet Epigynopteryx och familjen mätare. Inga underarter finns listade i Catalogue of Life.